# Mistrovství České republiky v cyklokrosu 2017
Mistrovství České republiky v cyklokrosu 2017 se konalo v sobotu 7. ledna  2017 v Hlinsku ve sportovním areálu Olšinky. Závod se jel na zasněžené trati při teplotě kolem -17 stupňů Celsia.
Závodě mužů se zúčastnili závodníci kategorií elite a do 23 let. Závodní okruh měřil 2 500 m. Startovalo 32 mužů a 18 žen.

## Přehled muži
| Poř.             | Jméno          | Čas        |
| ---------------- | -------------- | ---------- |
| Zlatá medaile    | Michael Boroš  | 1:01:31 h  |
| Stříbrná medaile | Tomáš Paprstka | + 0:00 min |
| Bronzová medaile | Jan Nesvadba   | + 0:37 min |
| 4                | Emil Hekele    | + 2:17 min |
| 5                | Michal Malík   | + 3:48 min |
| 6                | Lubomír Petruš | + 4:43 min |

## Přehled ženy
| Poř.             | Jméno               | Čas        |
| ---------------- | ------------------- | ---------- |
| Zlatá medaile    | Pavla Havlíková     | 41:36 min  |
| Stříbrná medaile | Nikola Nosková      | + 0:12 min |
| Bronzová medaile | Adéla Šafářová      | + 3:01 min |
| 4                | Martina Mikulášková | + 3:18 min |
| 5                | Elena Vaníčková     | + 3:31 min |
| 6                | Martina Kukulová    | + 3:55 min |